# Best friends forever

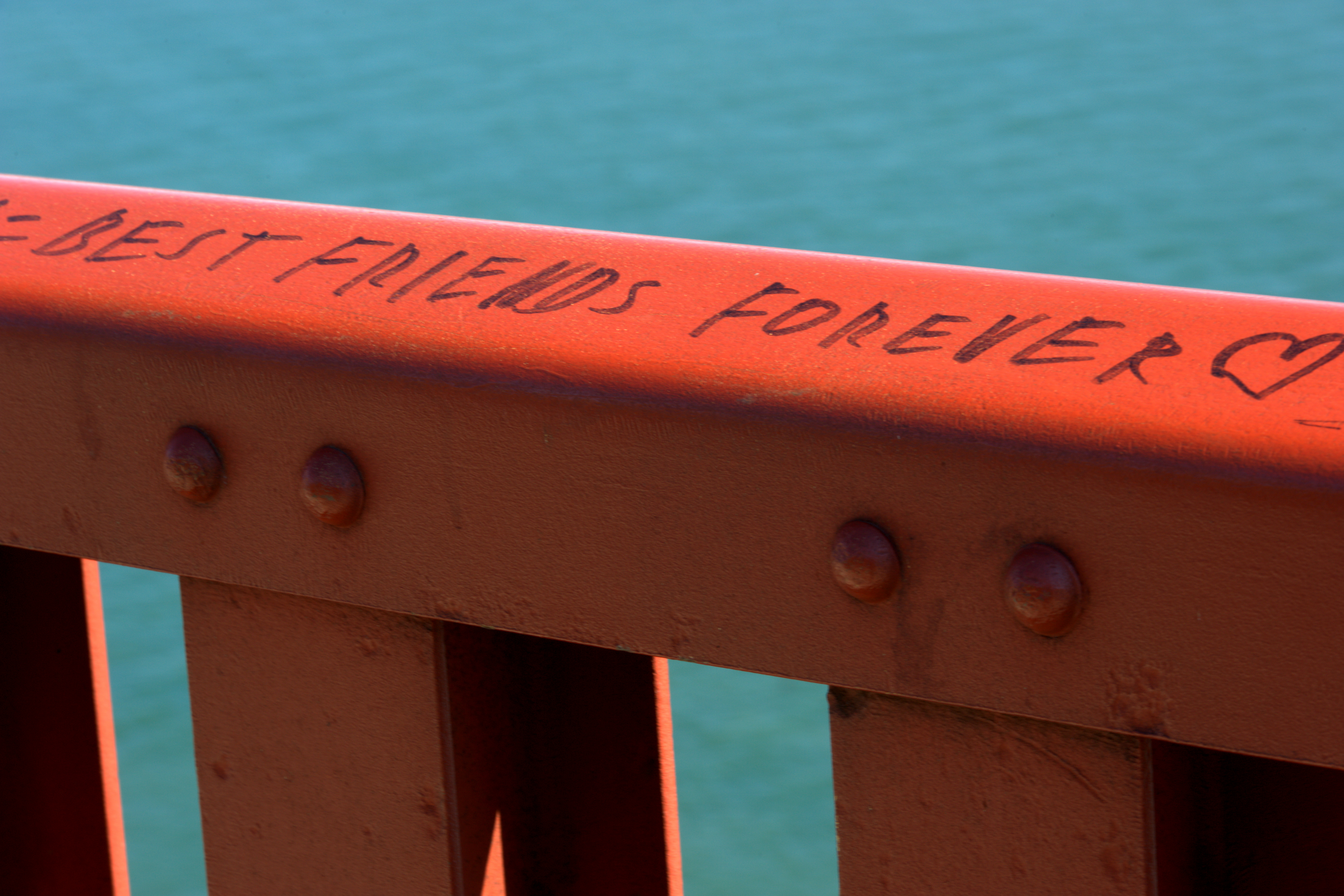
Inscription « Best friends forever » sur un garde-corps du Golden Gate (2010).

Pour les articles homonymes, voir Best friends forever (homonymie) et BFF.
Best friends forever (« Meilleur(e)s ami(e)s pour toujours » en français), généralement abrégé en BFF, est une expression anglaise qui décrit une étroite amitié. Dans les années 2010 est apparu le dérivé « bestah » ou « besta ».

## Définition
Un Best friend forever est « la/le meilleur(e) ami(e) d'une personne ». Cette amitié se caractérise par une intimité, une confiance et un sentiment de permanence dans le temps. Les contacts entre les ami(e)s proches ont tendance à être fréquents et à être basés sur des expériences partagées telles que la fréquentation d'une même école ou un même champ d'intérêt (la musique, le sport, etc). Il n'est pas nécessairement synonyme d'exclusivité.

## Origine
En 1997, dans l'épisode S3 E25 de la série "Friends", Phoebe utilise l'acronyme BFF en l'expliquant ensuite par "Best Friend Forever". Bien que le concept d'avoir ou d'être un(e) « meilleur(e) ami(e) » ne soit pas daté, l'acronyme BFF a été popularisé par l'usage de la discussion en ligne et des textos, car considéré comme un moyen rapide de signer et d'exprimer des sentiments d'affection mutuelle. Il a été ajouté au New Oxford American Dictionary en 2010.

## Études universitaires
Dans leur article « Friendship and Natural Selection » (« Amitié et sélection naturelle ») publié en  2014 dans Proceedings of the National Academy of Sciences of the United States of America, Nicholas Christakis et James Fowler font état d'une corrélation positive entre les amitiés et les génotypes communs, ce qui indique que les similitudes d'ADN pourraient être un facteur de causalité pour établir des amitiés.
Dans une étude menée à l'université d'Oxford, Tamas David-Barrett et ses collègues ont constaté un nombre élevé de photos de profil sur Facebook représentant deux femmes. Ce phénomène est présent dans chaque région du monde. Après avoir éliminé d'autres hypothèses, l'étude a conclu :
- que les modèles de formation de l'amitié proche étaient universels chez les humains ;

- qu'il y avait une différence marquée entre les sexes dans la propension à former une amitié durable forgée au fil de l'évolution ; plus fréquente chez les femmes, elle peut s'expliquer par la nécessité de se défendre contre les agressions dans une société patrilocale et l'entraide dans les tâches maternelles.

Le concept de BFF, existant sous un nom différent dans toutes les cultures, a ainsi pu émerger dès les premiers temps de l'évolution.

## Perception culturelle
Selon une enquête réalisée en France, l'amitié BFF est un concept qui occupe une certaine place sur les réseaux sociaux. Cette valeur rassurerait plus que le couple, notamment pour la génération actuelle qui a connu plus souvent un divorce dans leur entourage. C'est également un signe de réussite sociale et d'un bon équilibre de vie.

## Exemples deBFF

### Célébrités
- L’acteur britannique Ed Westwick et l’acteur américain Chace Crawford, BFF dans la série Gossip Girl (2007), le sont également dans la vie[7].
- Le boxeur marocain Badr Hari et le joueur de football portugais Cristiano Ronaldo[8].
- Les rappeurs américains Lil Twist et Lil Za et le chanteur pop canadien Justin Bieber[9].

### Télévision/Cinéma
- Best Friends Forever, épisode de la série américaine South Park diffusé en 2005 ;
- Paris Hilton's My New BFF (2008-2009) est une émission de téléréalité américaine dans laquelle Paris Hilton cherchait sa nouvelle BFF ;
- Best Friends Forever, série télévisée américaine diffusée en 2012.